# Kleinthiemig
Kleinthiemig ist ein Ortsteil der sächsischen Stadt Großenhain im Landkreis Meißen.

## Geografie
Der Ort liegt etwa 6 Kilometer vom Ortskern von Großenhain entfernt und war im 19. Jahrhundert ein Straßenangerdorf das als solches von einer Gewannflur umgeben war. Kleinthiemig wurde am südlichen beziehungsweise linken Talrand des Spitalbaches im Übergangsbereichs weichselkaltzeitlicher Sande im Westen auf einer saalekaltzeitlichen Grundmoräne angelegt. Über die Kreisstraße K 8570 im Norden ist der  Ort mit Walda verbunden, im Süden über die Anbindung der K 8570 an die Bundesstraße 98 ist Kleinthiemig mit Großenhain verbunden und südwestlich mit Wildenhain. Zwei Buslinien verbinden Kleinthiemig mit Großenhain und Gröditz und somit auch mit dem Eisenbahnnetz.

## Geschichte
Kleinthiemig wurde 1378 zum ersten Mal als Tymenk beziehungsweise Tymeng prope Waldow erwähnt. Die Ortsbezeichnung bedeutet sorbisch so viel wie Sumpfort und zu dessen altsorbische Grundform Tymenk zu stellen ist, zu altsorbisch * tyme, "Quellsumpf, Moor".
Der Ortsname war mehrmaligen Änderungen unterzogen, so wurde Kleinthiemig im Jahr 1378 Tymenk, Tymeng prope Waldow  genannt, 1403 Tymenik, 1412 Thymenick, 1426 Wenigin Tymenk, 1459 Kleinen Timenek, 1462 Kleyne Tymich, 1540 Klein Tymnitz, 1547 Klein Diemigk, 1570  Thiemeck, 1579 Klein Thiemig, 1692 Kleinthiemig und Klein Thiemig  im Jahr 1791.
Die Gegend war schon seit der Jungsteinzeit besiedelt. 1904 wurden südlich von Kleinthiemig in einer Kiesgrube drei schnurkeramische Becher und zwei Tonlöffel zu Tage gefördert, die möglicherweise Grabbeigaben zerstörter Gräber waren. Luftbilder lassen auf eine frühere Siedlung südlich des Ortes westlich der Straße zwischen Kleinthiemig und Großenhain schließen. Archivalisch ist ein Goldfund belegt und zwar " eyne zcynn Goldis die eyn pauer zu kleine Timenigk im acker mit einer ege funden hat" für 1496 / 1497 belegt.
1378 gehörte der Ort zum Castrum Großenhain. Der Markgraf und der Burggraf waren die Lehnsherren. Die Güter waren in der Hand von Hayner Bürgern und geistlichen Anstalten. Vor 1401 belehnt der Burggraf Hencze Kelle, Hch. Clettenberg, 1417 Alzsche Langeschreiberin, 1423 Hch. Bysicz und Hs. Swencz, 1426 Czille Tylinne aus Hain. Markgraf Wilhelm gab 1403 Zinsen an Dorothea, Gemahlin des Hch. Dragusch. 1417 übereignet der Burggraf dem Kloster Heilig Kreuz und der Frauenkirche in Wurzen Zinsen in Kleinthiemig. 1426 besitzen 4 Meißner Domvikare die burggräflichen Lehen. Der Kurfürst gibt der Frau des Caspar von Rosenheim, Ilse 1452 Zinsen in Kleinthiemig. 1459  dürfen die Köckritze Zinsen an Meister Joh. Hartmann Bürger aus Hayn verkaufen. Dieser Teil Kleinthiemigs blieb bis in die Neuzeit beim Rittergut Promnitz. 1547 war der Ort unter den folgenden Lehnsherren aufgeteilt: Kreuzkloster, später Amt Hayn, Rittergut Walda, Kapitel in Meißen, Marienkirche Hain und Rittergut Promnitz. Das Obergericht lag beim Amt Hayn und das Niedergericht bei dem jeweiligen Lehnsherrn.

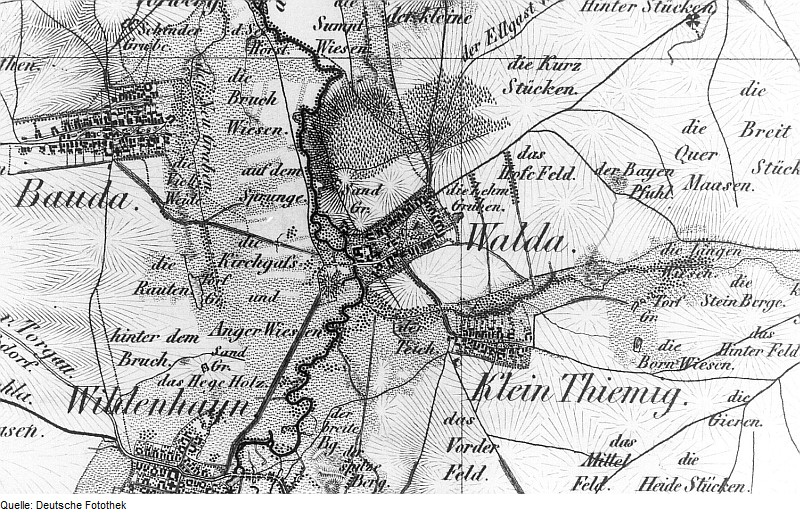
Fotothek df rp-c 0810059 Wildenhain-Walda-Kleinthiemig. Oberreit, Sect. Großenhain, 1841–43

Die Einwohner des Ortes waren zu einigen Diensten verpflichtet. 1621 müssen sie im Kriegsfall einen Fußknecht stellen, 1672 muss die Gemeinde auf dem kurfürstlichen Vorwerk und ehemaligen Dorf Pickwitz die Felder bestellen. Das Dorf war noch 1840 mit bedeutenden Naturalzinsen belastet, die im Ganzen etwa 100 Scheffel Getreide verschiedener Arten betrugen. Dem Pfarrer in Skassa wurden von jeder Hufe 2 Metzen Getreide und dem Schulmeister 1 Metze Korn gezinst. Die Schule war in Skassa, gegen Entschädigung an den Schulmeister durften die Kinde bis zum 9. Lebensjahr in die näher gelegene Schule in Walda gehen. Seit der Inkraftsetzung des neuen Volksbildungsgesetzes von 1835 bahnten sich Änderungen an. Ab 1838 schloss sich Kleinthiemig dem Schulbetrieb Walda an und zahlte eine angemessene Entschädigung an den Schulmeister in Skassa.
1547 wurde Kleinthiemig vom Amt Großenhain aus verwaltet. Ab 1590 war der Ort anteilig von Prokuraturamt Meißen rechts der Elbe und dem Amt Großenhain verwaltungszugehörig. Dies blieb so in den Jahren 1764 und 1816. 1843 wurde Kleinthiemig vom Amt Großenhain allein verwaltet.
Ab 1856 gehörte der Ort zum Gerichtsamt Riesa und ab 1875 zur Amtshauptmannschaft Großenhain.
Durch die Sächsische Landgemeindeordnung von 1838 erhielt Kleinthiemig Eigenständigkeit als Landgemeinde.
Der Ort war von Walda ab 1540 nach Skassa umgepfarrt. Dorthin zahlten die Einwohner 1547 2,5 Scheffel Korn und vier Opferpfennige. Von 1930 an gehört Kleinthiemig zur Kirchgemeinde Bauda-Wildenhain-Walda.
Im Jahr 1925 waren 231 Einwohner von Kleinthiemig evangelisch-lutherisch und 10 Einwohner gehörten anderen Konfessionen an.
Sachsen kam nach dem Zweiten Weltkrieg in die Sowjetische Besatzungszone und später zur DDR. Nach der Gebietsreform 1952 wurde Kleinthiemig dem Kreis Großenhain im Bezirk Dresden zugeordnet. 1960 wurde der Ort mit Walda zu Walda-Kleinthiemig vereinigt. Nach der Deutschen Wiedervereinigung kam Kleinthiemig zum wiedergegründeten Freistaat Sachsen. Die folgenden Gebietsreformen in Sachsen ordneten Kleinthiemig 1994 dem Landkreis Riesa-Großenhain und 2008 dem Landkreis Meißen zu. 1994 wurde der Ort nach Wildenhain eingemeindet und ab ersten Oktober 2009 zusammen mit der Gemeinde Wildenhain nach Großenhain.

### Bevölkerungsentwicklung
| Jahr | Einwohner                                              |
| ---- | ------------------------------------------------------ |
| 1547 | 18 besessene Mann, 15 Inwohner, 20 Hufen               |
| 1552 | 18 besessene Mann, 15 Inwohner, 20 Hufen               |
| 1764 | 19 besessene Mann, 6 Häusler, 20,5 Hufen je 8 Scheffel |
| 1834 | 121                                                    |
| 1871 | 183                                                    |
| 1890 | 214                                                    |

| Jahr | Einwohner |
| ---- | --------- |
| 1910 | 225       |
| 1925 | 241       |
| 1933 | 237       |
| 1939 | 239       |
| 1946 | 320       |
| 1950 | 358       |